# Chromodoris strigata
Chromodoris strigata Rudman,1982 è un mollusco nudibranchio della famiglia Chromodorididae.

## Descrizione
Corpo bianco azzurro, con grosse macchie nere allungate e allineate su due file lungo il dorso, ai lati, e delle macchie più tondeggianti, in genere una tra i rinofori, una al centro del dorso e una dietro il ciuffo branchiale. Bordi del mantello giallo arancio, ben definiti. Rinofori e ciuffo branchiale di colore arancio.

## Distribuzione e habitat
La specie ha un ampio areale indo-pacifico, che si estende dal Madagascar alla Grande Barriera Corallina australiana.